# Eukoenenia lyrifer
Espèce
Eukoenenia lyrifer est une espèce de palpigrades de la famille des Eukoeneniidae.

## Distribution
Cette espèce est endémique de Thaïlande. Elle se rencontre dans la grotte Tham Kukan dans la province de Chiang Rai.

## Description
La femelle holotype mesure 1,07 mm.

## Publication originale
- Condé, 1992 : Palpigrades cavernicoles et endogés de Thaïlande et des Célèbes (lere note). Revue Suisse de Zoologie, vol. 99, no 3, p. 655-672 (texte intégral).